# Mordet i katedralen
Mordet i katedralen (Murder in the Cathedral) är ett versdrama av T.S. Eliot från 1935 som handlar om mordet på Thomas Becket i katedralen i Canterbury den 29 december 1170. Verket som behandlar individens motstånd mot makten skrevs under en tid av ökande fascism i 1930-talets Europa. Det har översatts till svenska av Erik Lindegren och Karl Vennberg, första utgåva 1939.

## Handling
Handlingen utspelar sig i Canterbury år 1170. Ärkebiskopen av Canterbury, Thomas Becket, har just återkommit till England efter en sjuårig landsflykt som han tvingats till efter att i sitt ämbete alltför mycket hävdat påvens intressen mot Henrik II:s. Den politiska oron och folkets onda aningar om kommande krig och olyckor uttrycks genom kören och samtalet mellan tre präster. I ärkebiskopens sal utsätts Thomas för tre frestare som vill locka honom med världslig makt, men Thomas avvisar dessa då han inte har något intresse av världsliga mål. En fjärde frestare lockar honom med hans egen önskan: att dö en hjältemodig martyrdöd. Annandag jul predikar Thomas i Canterburykatedralen. Han talar om martyrdöden och tar avsked av sina trogna. 
I slutakten anländer fyra riddare – Reginald Fitzurse, Hugh de Morville, William de Tracy och Richard le Breton – utsända av kungen och anklagar Thomas för trohetsbrott. Prästerna för Thomas i säkerhet i kyrkan medan kören uttrycker sin oro för händelserna. I katedralen går Thomas till slut modigt sina mördare till mötes, och de dödar honom. Därefter följer riddarnas försvarstal för sin gärning. Dramat slutar med prästernas och körens klagan.